# かざかカード
かざかカード株式会社は、かつて存在した貸金業者である。

## 沿革
- 2002年11月 - 設立。
- 2004年3月 - 株式交換し、株式会社ライブドア（後:株式会社LDH）の子会社となる。
- 2004年8月 - 商号を株式会社ライブドアクレジットから株式会社ライブドアカードに変更。
- 2005年2月 - 株式会社ライブドアフィナンシャルホールディングス（後:かざかフィナンシャルグループ株式会社）の子会社となる。
- 2007年2月 - 商号をかざかカード株式会社に変更。
- 2007年9月25日 - 解散。
- 2008年2月4日 - 清算結了。